# Nico: Above the Law
Nico: Above the law,  amerikansk actionfilm från 1988 i regi av Andrew Davis. Det är Steven Seagals filmdebut som actionhjälte.

## Handling
Nico Toscani (Steven Seagal) är en polis i Chicago med förflutet i kampsportens Japan, och CIA:s Phoenixprogram under Vietnamkriget. Med detta tunga bagage så patrullerar han Chicagos gator tillsammans med Jax (Pam Grier) i narkotikaroteln. De hamnar mitt i en knarkhärva och ett bombdåd kopplat till den katolska kyrka som Nico med familj går på gudstjänst i och som inhyser migranter från Latinamerika. Men samtliga misstänkta släpps märkligt nog och Nico ombeds inte fortsätta med sin utredning. När han trots allt gör det, genomsöks snart hans hus och efter påtryckningar från FBI tvingar polischefen Nico att lämna in sin polisbricka. Nico fortsätter trots detta som vigilant och finner snart korrupta personer med bakgrund i CIA:s dödspatruller i Latinamerika och bekanta från Vietnamkriget.

## Rollista (i urval)
| Steven Seagal    | – Nico Toscani          |
| Sharon Stone     | – Sara Toscani          |
| Pam Grier        | – Delores 'Jax' Jackson |
| Henry Silva      | – Kurt Zagon            |
| Ron Dean         | – Det. Lukich           |
| Daniel Faraldo   | – Tony Salvano          |
| Miguel Nino      | – Chi Chi Ramon         |
| Nicholas Kusenko | – FBI Agent Neely       |
| Joe Greco        | – Father Joseph Gennaro |
| Chelcie Ross     | – Nelson Fox            |